# Touch and Go (groupe)
Pour les articles homonymes, voir Touch and Go.
Touch and Go est un groupe de pop-jazz britannique. Leurs chansons les plus notables sont Would You...? (en), Straight… to Number One et Tango in Harlem.

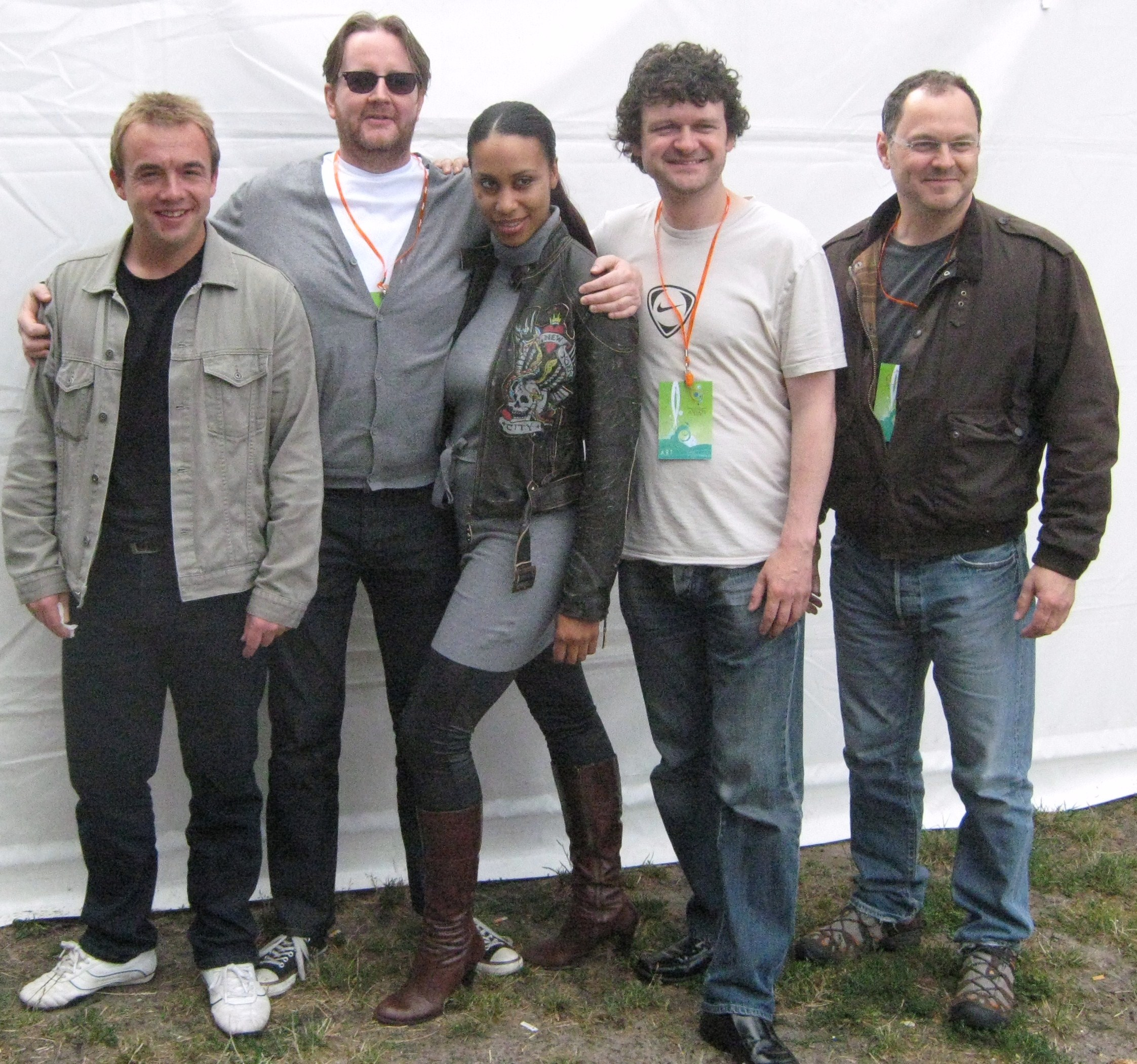
Touch and Go en 2009.

Le titre Would You...? est le générique de la série télévisée britannique Et alors ?.

## Discographie

### Albums
- I Find You Very Attractive (1999)

### Singles
- 1999 : Straight To ... Number One